# 2013 في تركيا
فيما يلي قوائم الأحداث التي وقعت خلال عام 2013 في تركيا.

## أحداث
- 28 مايو – احتجاجات منتزه غيزي بتركيا
- 1 يناير – ألعاب البحر الأبيض المتوسط 2013

## رياضة
- 13 يوليو – كأس العالم تحت 20 سنة لكرة القدم 2013 الفائز منتخب فرنسا تحت 20 سنة لكرة القدم.

## أفلام
من الأفلام التي صدرت هذه السنة في تركيا:
- 1 يناير – إيلا من إخراج اوجور يوسيل.
- 1 يناير – حلم فراشة من إخراج يلماز أردوغان.

## برامج ومسلسلات وأنمي
- على مر الزمان
- الهارب
- القبضاي
- عودة مهند
- الانتقام
- الرحمة
- مد جزر
- حريم السلطان
- 20 دقيقة
- زهرة القصر
- بين نارين

## وفيات

### يناير
- 17 يناير – محمد علي براند (مواليد 1941) صحفي تركي.

### مارس
- 21 مارس – محمد سعيد رمضان البوطي (مواليد 1929) عالم سوري متخصص في العلوم الإسلامية..

### يوليو
- 19 يوليو – ليلى أربيل (مواليد 1931) كاتبة تركية.

### ديسمبر
- 25 ديسمبر – عدنان شانسيس (مواليد 1935) مغني وممثل تركي.